# Mariusz Winiarski
Mariusz Winiarski (ur. 1 stycznia 1962) – polski koszykarz, występujący na pozycji obrońcy, multimedalista mistrzostw Polski.

## Osiągnięcia
Drużynowe
- Mistrz Polski (1988)[1]
- Wicemistrz Polski (1986)
- Uczestnik rozgrywek Pucharu Koracia (1988/1989 – I runda)